# Distretto di Mopeia
Il distretto di Mopeia è un distretto del Mozambico, facente parte della Provincia di Zambezia.